# 刘九学
刘九学（1905年—1964年），河南博爱县人，中国矿业人物。全国劳动模范。第一、二届全国人大代表。

## 生平
1905年生。河南博爱县柏山村人。出身矿工世家。9岁时父母双亡，后经人介绍到焦作李封煤矿当矿工，闲暇时打杂。1938年七七事变后，日军占领焦作，刘九学参加修武县抗日常备队。后因常备队被日军击散，刘九学回家作小买卖年余。1942年因家乡发生旱、蝗灾害而再次到矿挖煤度日。同年曾因事故被埋在煤层下长达5小时之久。经工友们抢救才死里逃生。
1949年1月，他带头成立了“刘九学采煤组”，特别注重安全生产，创造了19个月无伤亡事故的全国纪录，并超额完成生产任务。中华人民共和国成立后，刘九学被选为焦作矿区安全生产模范。1950年出席“全国工农兵劳动模范代表会议”，被授予“全国工业劳动模范”称号。
因患高血压脑溢血后遗症长期医治无效，1964年9月25日在焦作矿务局医院逝世，享年59岁。